# Кунониевые
Кунониевые (лат. Cunoniaceae) — семейство двудольных растений, входящее в порядок Кисличноцветные, включающее в себя 27 родов и около 350 видов, произрастающих в Южном полушарии.

## Ботаническое описание

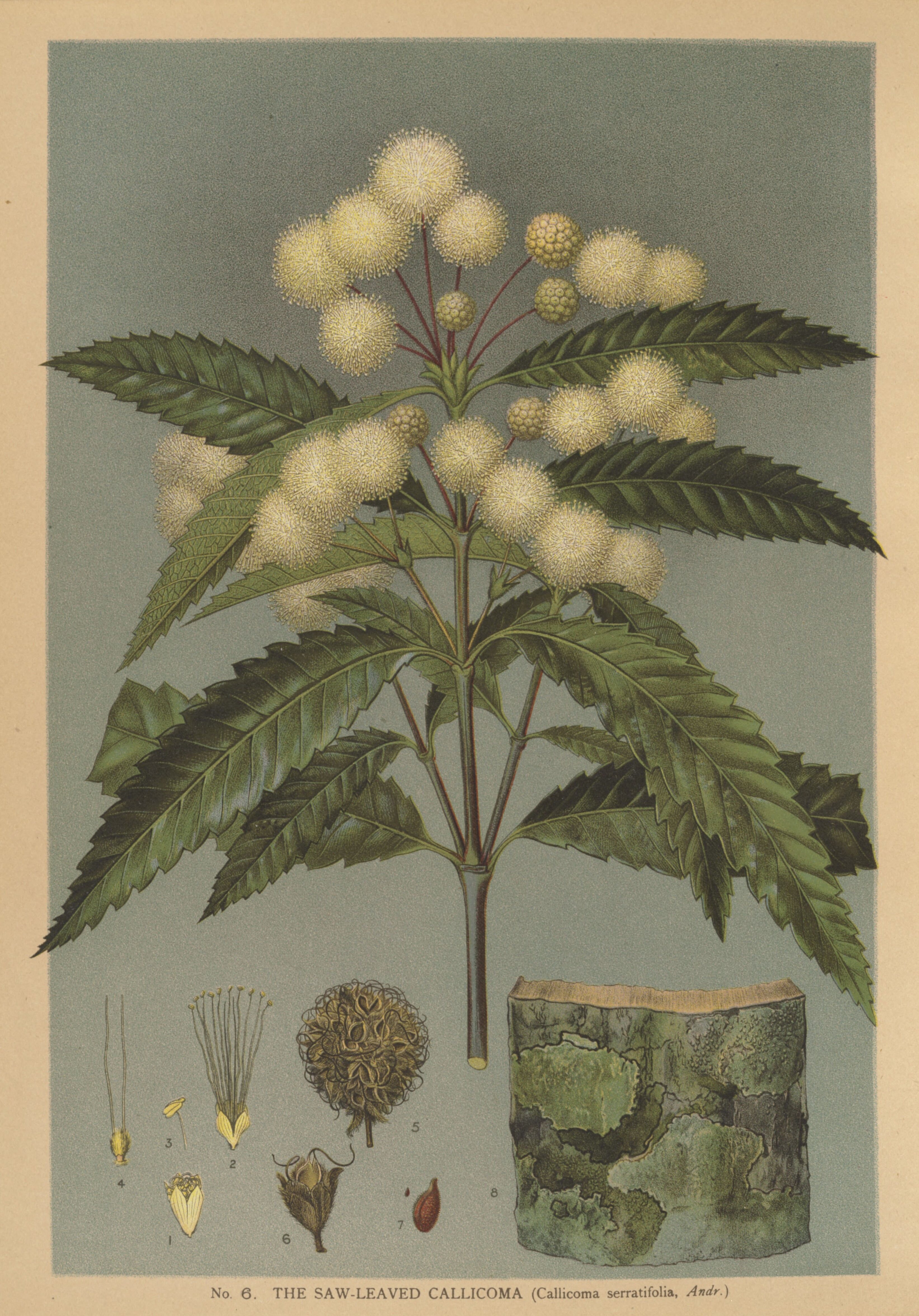
Callicoma serratifolia. Ботаническая иллюстрация из книги «The Flowering Plants and Ferns of New South Wales — Part 2», 1895.

Кунониевые — кустарники или деревья, высотой до 30 м.
Листья кожистые, простые или сложные (тройчатые или непарноперистые), обычно расположены супротивно, реже мутовчато. Очень характерно для всего семейства присутствие опадающих прилистников различной формы, часто срастающихся попарно с прилистниками противоположного листа. У некоторых родов супротивные тройчатые листья не имеют черешков и их листочки производят впечатление мутовчато расположенных простых листьев.
Цветки очень мелкие, невзрачные, обычно обоеполые, лепестки часто отсутствуют, собраны в кистевидные или метельчатые соцветия, реже образуют густые шаровидные головки. Цветки кунониевых обычно имеют нектарники — придатки блюдцевидного околопестичного диска — и опыляются насекомыми с короткими хоботками, или жвалами.
Тычинок, как и чашелистиков в цветках кунониевых обычно 4—5, или вдвое больше, редко (у родов трибы беланжеровых — Belangereae) их более 20.
Плоды очень различны — многосеменная коробочка, нераскрывающиеся односеменные плоды, ореховидные, костянкообразные.
Род Бауэра сильно отличается от всех остальных родов, у неё супротивные тройчатые листья не имеют черешков, прилистники отсутствуют, относительно крупные цветки расположены по одному в пазухах листьев.

## Распространение и экология

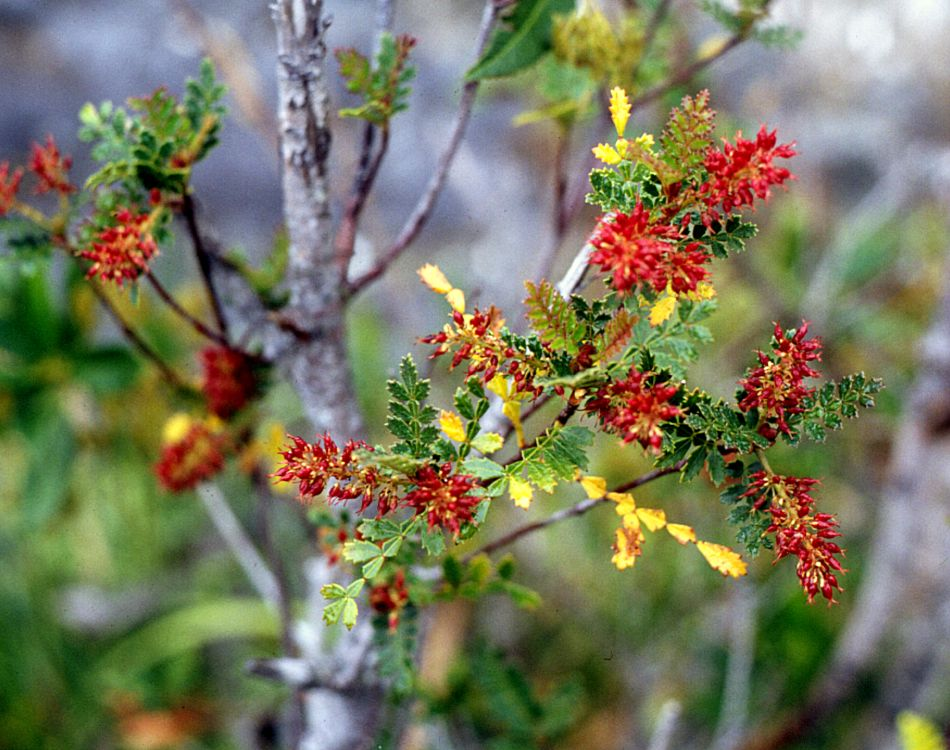

Кунониевые, в основном распространены в Австралии и Южной Америке, немногие виды рода Вейнманния доходят до Филиппин, Южной Мексики и Антильских островов. В Африке произрастает всего два вида — эндемичный монотипный род Платилофус и Кунония капская. На материке Евразия кунониевые полностью отсутствуют (однако семена рода Ceratopetalum были неожиданно обнаружены в отложениях позднего мелового периода в Северной Америке, в штате Вашингтон).
Экологически большинство видов кунониевых приурочено к нагорным лесам тропиков и субтропиков. Все они влаголюбивы и часто обитают в поясе туманов. В Новой Зеландии и Чили некоторые кустарниковые виды поднимаются в горах за пределы субтропиков и переносят кратковременные заморозки.

## Применение
Многие кунониевые дают ценную древесину. В Африке за красивый цвет и твердую древесину Куконию капскую называют «красное железное дерево». Цератопеталум безлепестной используется в вагоностроительной промышленности и для производства мебели.
Кора многих кунониевых содержит ценные дубильные вещества.
Кора некоторых видов используется в народной медицине в качестве вяжущего или тонизирующего средства.
Кора Вейнманнии красильной (Weinmarmia tinctoria) дает хорошую краску для кожи.
Часть кунониевых имеют декоративное значение и культивируются в ботанических садах и оранжереях.

## Таксономия
Ранее отдельные семейства Baueraceae, Davidsoniaceae и Eucryphiaceae, сейчас включены в это семейство в ранге рода. Кунониевые делятся на 2 подсемейства и 5 триб:
- Подсемейство Baueroideae — Бауэровые
- Подсемейство Cunonioideae — Кунониевые

- Триба Belangereae — Беланжеровые
- Триба Cunonioideae — Кунониевые
- Триба Pancherieae — Панхериевые
- Триба Pulleae — Пуллеевые
- Триба Spiraeanthemeae — Спиреантемовые

Семейство насчитывает 27 родов:
- Ackama
- Acrophyllum — Акрофиллум
- Acsmithia
- Aistopetalum
- Anodopetalum — Анодопелатум
- Bauera — Бауэра
- Caldcluvia
- Callicoma — Калликома
- Calycomis
- Ceratopetalum — Цератопеталум
- Codia — Кодия
- Cunonia typus — Кунония
- Davidsonia — Давидсония
- Eucryphia
- Geissois
- Gillbeea
- Hooglandia
- Lamanonia
- Pancheria — Панхерия
- Platylophus — Платилофус
- Pseudoweinmannia
- Pullea — Пуллея
- Schizomeria — Схизомерия
- Spiraeanthemum — Спиреантемум
- Vesselowskya
- Weinmannia — Вейнманния